# 筑前山野駅
筑前山野駅（ちくぜんやまのえき）は、福岡県嘉穂郡稲築町（現：嘉麻市）山野にあった日本国有鉄道（国鉄）後藤寺線貨物支線の貨物駅。1964年に貨物支線の廃線により廃駅となった。

## 概要
三井山野炭鉱の積み出し駅として九州鉄道によって建設された駅である。1920年から1945年までの期間は旅客営業も行っていた。三井山野炭鉱が第二会社（山野鉱業）に移行したのち、山野鉱業としての閉山に先んじて廃止された。

## 歴史
後藤寺線#歴史、漆生線#歴史も参照。
- 1902年（明治35年）6月15日：九州鉄道により山野駅として開業[1]。貨物駅[1]。
- 1907年（明治40年）7月1日：九州鉄道の買収国有化により官設鉄道の駅となる[1]。
- 1909年（明治42年）10月12日：国有鉄道線路名称設定により筑豊本線貨物支線の駅となる。
- 1920年（大正9年）5月10日：旅客営業を開始、一般駅となる。同時に筑豊本線から分離され漆生線支線の駅となる。
- 1921年（大正10年）9月11日：国鉄山野線の山野駅開業にあわせて筑前山野駅に改称[1]。
- 1943年（昭和18年）7月1日：路線分離により後藤寺線支線の駅となる。
- 1945年（昭和20年）6月10日：旅客営業廃止[1]。
- 1964年（昭和39年）2月25日：上三緒 - 筑前山野間の貨物支線廃止により廃駅[1]。

## 駅周辺（廃止当時）
- 三井山野炭鉱

## 現在の様子
周辺は工業団地として開発が進められており、痕跡はほとんど残っていない。駅跡地には指月電機製作所の関連企業、九州指月の本社が建てられている。

## 隣の駅
日本国有鉄道
後藤寺線（貨物支線）
上三緒駅 - 筑前山野駅

## 参考書籍
- 今尾恵介監修 『日本鉄道旅行地図帳12号 九州・沖縄』（新潮社 2009年、 ISBN 978-4-10-790030-2）